# Stenoporpia separataria
Stenoporpia separataria là một loài bướm đêm trong họ Geometridae.